# Geraldine Chaplin
Pour les articles homonymes, voir Chaplin (homonymie) et Famille Chaplin.
Geraldine Chaplin, de son nom complet Geraldine Leigh Chaplin, née le 31 juillet 1944 à Santa Monica (Californie), est une actrice américano-britannico-espagnole.
Elle est la fille de Charlie Chaplin, célèbre créateur du personnage de Charlot.

## Biographie

### Famille et jeunesse
Geraldine Chaplin, quatrième enfant de Charlie Chaplin, est l'aînée des huit enfants qu'il a eus avec sa quatrième et dernière épouse, Oona O'Neill.
En 1952, la famille part en vacances en Europe ; l'administration Hoover en profite pour annuler le visa américain de Charlie Chaplin. Ne pouvant rentrer aux États-Unis, la
famille erre d'hôtels en locations, puis s'installe dans le manoir de Ban à Corsier-sur-Vevey dans le canton de Vaud en Suisse,.

### Carrière
Dès 8 ans, Geraldine Chaplin commence à faire de la figuration dans les films de son père dont Les Feux de la rampe (Limelight, 1952), Un roi à New York (1957), et La Comtesse de Hong-Kong (1967).
Bonne danseuse classique, elle semble se destiner à cette carrière quand David Lean l'engage pour incarner Tonia, l'épouse de Youri Jivago (joué par Omar Sharif) dans Le Docteur Jivago (1965): les critiques l'attendent au tournant, mais Geraldine Chaplin se révèle bonne comédienne. Ce rôle lui vaut une nomination aux Golden Globes.
En 1967 Géraldine Chaplin rencontre le cinéaste espagnol Carlos Saura avec qui elle a un fils, Shane Saura. Avec lui, elle tourne neuf films, de Peppermint frappé (1967) à Maman a cent ans (1979), en passant par Anna et les loups (1973) et Cria Cuervos (1976). En 1981, elle est remarquée dans Les Uns et les autres de Claude Lelouch, où, lors de la grande scène finale, elle vocalise le Boléro de Maurice Ravel.

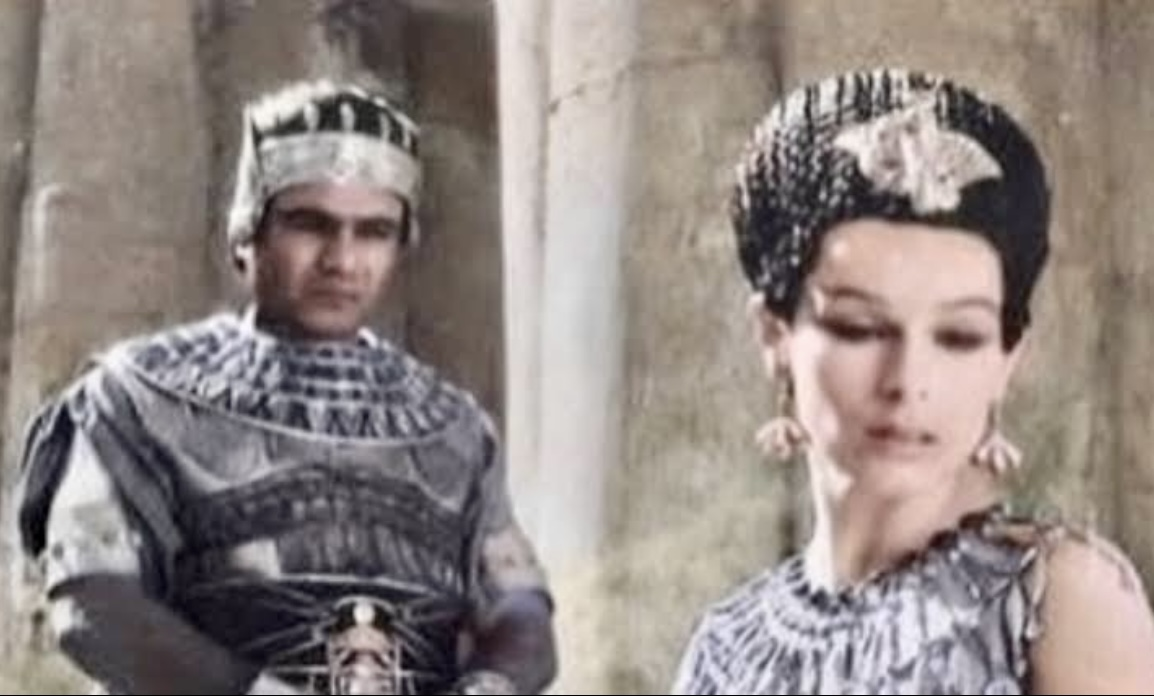
Géraldine Chaplin et Salah Zulfikar dans Nefertiti y Aquenatos (1973)

Dans Chaplin de Richard Attenborough (1992), consacré à son père, elle tient le rôle de sa propre grand-mère, Hannah Chaplin.
Tout au long de son brillant parcours, elle tourne aussi avec Richard Lester, Robert Altman, Alan Rudolph, Jacques Rivette, James Ivory, Michel Deville, Alain Resnais, Daniel Schmid, Martin Scorsese, Pedro Almodovar, Luca Guadagnino et Guy Maddin.
À partir de L'Orphelinat (2007), le cinéaste espagnol Juan Antonio Bayona fait d'elle son actrice fétiche, et la rappelle pour The Impossible (2012), Quelques minutes après minuit (2016) et Jurassic World, Fallen Kingdom (2018).
En 2011, elle est présidente du jury du 33e Festival de Moscou.
En 2013, elle incarne Coco Chanel dans The Return, un court métrage de mode réalisé par Karl Lagerfeld pour la maison Chanel.

### Vie privée
Elle a longtemps été la compagne de Carlos Saura avec lequel elle a un fils, Shane Saura Chaplin (1974).
Avec son mari actuel, Patricio Castilla, elle a une fille, Oona Chaplin, devenue comédienne.
Elle affirme avoir cédé les droits des productions audiovisuelles de son père à ses frères et sœurs pour se défaire des mésententes familiales sur le sort de ces productions. Elle souhaitait tout déposer dans le domaine public[source secondaire souhaitée] jusqu'à ce que Marin Karmitz rachète les droits mondiaux du catalogue Chaplin en 2001. Ses frères s'occupent du musée Chaplin établi dans le manoir de Ban.

## Filmographie

### Cinéma
- 1952 : Les Feux de la rampe (Limelight) de Charlie Chaplin : fillette sur les marches
- 1965 : Par un beau matin d'été de Jacques Deray : Zelda
- 1965 : Le Docteur Jivago (Doctor Zhivago) de David Lean : Tonya Gromeko
- 1966 : Le Dernier Train (Andremo in citta) de Nelo Risi : Lenka Vitas
- 1967 : La Comtesse de Hong-Kong (A Countess from Hong Kong) de Charles Chaplin : la fille à la danse
- 1967 : Casino Royale de Val Guest et John Huston : Keystone Kop
- 1967 : J'ai tué Raspoutine de Robert Hossein : Mounia Golovine
- 1967 : L'Étranger dans la maison (en) (Stranger in the House) de Pierre Rouve : Angela Sawyer
- 1967 : Peppermint frappé de Carlos Saura : Elena / Ana
- 1968 : Stress es tres, tres de Carlos Saura : Teresa
- 1969 : La Madriguera de Carlos Saura : Teresa
- 1970 : Le Maître des îles (The Hawaiians) de Tom Gries : Purity Hoxworth
- 1970 : Le Jardin des délices (El jardin de las delicias) de Carlos Saura : invitée à la communion
- 1971 : Sur un arbre perché de Serge Korber : Madame Muller
- 1972 : La casa sin fronteras (es) de Pedro Olea : Lucia Alfaro
- 1972 : Population zéro (Zero Population Growth) de Michael Campus : Carol
- 1972 : Nid d'espions  à Istanbul (en) (Innocent Bystanders) de Peter Collinson : MIriam Loman
- 1973 : Le Mariage à la mode de Michel Mardore :
- 1973 : Verflucht, dies Amerika de Volker Vogeler : Kate Elder
- 1973 : Néfertiti et Akhenaton de Raúl Araiza : Néfertiti
- 1973 : Anna et les Loups (Ana y los lobos) de Carlos Saura : Ana
- 1973 : Les Trois Mousquetaires (The Three Musketeers) de Richard Lester : la reine Anne d'Autriche
- 1974 : On l'appelait Milady (The Four Musketeers) de Richard Lester : la reine Anne d'Autriche
- 1974 : Sommerfuglene de Chris Boger : Anne Zimmler
- 1974 : ¿... Y el projimo ? d'Angel del Pozo : Luisa
- 1975 : Nashville de Robert Altman : Opal
- 1976 : Cría cuervos de Carlos Saura : Maria / Ana
- 1976 : Noroît de Jacques Rivette : Morag
- 1976 : Bienvenue à Los Angeles (Welcome to L.A.) d’Alan Rudolph : Karen Hood
- 1976 : Scrim de Jacob Bijl : Ann
- 1976 : Buffalo Bill et les Indiens (Buffalo Bill and the Indians or Sitting Bull's History Lesson) de Robert Altman : Annie Oakley
- 1977 : Elisa, mon amour (Elisa, vida mía) de Carlos Saura : Elisa / la mère d'Elisa
- 1977 : In memoriam d'Enrique Braso : Paulina Revalo
- 1977 : Roseland de James Ivory : Marilyn, la prostituée
- 1978 : Une page d'amour de Maurice Rabinowicz : Lise
- 1978 : Tu ne m'oublieras pas (Remember My Name) d'Alan Rudolph : Emily
- 1978 : Les Yeux bandés (Los ojos vendados) de Carlos Saura : Emilia
- 1978 : Un mariage (A Wedding.) de Robert Altman : Rita Billingsley
- 1979 : L'Adoption de Marc Grunebaum : Catherine
- 1979 : Mais ou et donc Ornicar de Bertrand Van Effenterre : Isabelle
- 1979 : Maman a cent ans de Carlos Saura : Ana
- 1979 : La Veuve Montiel (La Viuda de Montiel) de Miguel Littín : Adelaida
- 1980 : Le miroir se brisa (The Mirror Crack'd) de Guy Hamilton : Ella Zielinsky
- 1980 : Le Voyage en douce de Michel Deville : Lucie
- 1981 : Les Uns et les Autres de Claude Lelouch : Suzan / Sara Glenn
- 1983 : La vie est un roman d'Alain Resnais : Nora Winkle
- 1984 : L'Amour par terre de Jacques Rivette : Charlotte
- 1987 : Sur la route de Nairobi (White Mischief) de Michael Radford : Nina Soames
- 1988 : Les Modernes (The Moderns) d'Alan Rudolph : Nathalie de Ville
- 1988 : Le Retour des Mousquetaires (The Return of the Musketeers) de Richard Lester : la Reine Anne d'Autriche
- 1989 : I Want to Go Home d'Alain Resnais : Terry Armstrong
- 1990 : The Children de Tony Palmer : Joyce Wheater
- 1990 : Gentile alouette de Sergio M. Castilla : Angela Duverger
- 1991 : La Chambre de Buster (Buster's Bedroom) de Rebecca Horn : Diana Daniels
- 1992 : Chaplin de Richard Attenborough : Hannah Chaplin
- 1992 : Hors saison de Daniel Schmid : l'anarchiste
- 1993 : Le Temps de l'innocence (The Age of Innocence) de Martin Scorsese : Mrs. Welland
- 1994 : Words Upon the Window Pane de Mary McGuckian : Miss McKenna
- 1995 : Week-end en famille (Home for the Holidays) de Jodie Foster : tante Glady
- 1995 : Le Chant des oiseaux (Para recibir el canto de los pajaros) de Jorge Sanjinés : Catherine
- 1996 : Jane Eyre de Franco Zeffirelli : Miss Scatcherd
- 1996 : Les Yeux d'Asie (Os olhos da Asia) de João Mário Grilo : Jane Powell
- 1996 : Crimetime de George Sluizer : Thelma
- 1998 : La Cousine Bette (Cousin Bette) de Des McAnuff : Adeline
- 1998 : Finisterre, donde termina el mundo de Xavier Villaverde : la mère
- 1999 : L'Homme qui parlait aux Lions (To Walk with Lions) de Carl Schultz : Victoria Anrecelli
- 1999 : Berezina ou les Derniers Jours de la Suisse (Beresina oder die letzten Tage der Schweiz) de Daniel Schmid : Charlotte De
- 2000 : ¿Tu qué harias por amor ? de Carlos Saura Medrano : la mère
- 2002 : En la ciudad sin límites d’Antonio Hernández : Marie
- 2002 : Las Caras de la luna de Guita Schyfter : Joan Turner
- 2002 : Parle avec elle (Hable con ella) de Pedro Almodóvar : Katerina Bilova
- 2004 : Le Pont du roi Saint-Louis (The Bridge of San Luis Rey) de Mary McGuckian : l'abbesse
- 2005 : Heidi de Paul Marcus : Rottenmeier
- 2005 : Oculto d'Antonio Hernández : Adele
- 2005 : BloodRayne d'Uwe Boll : la diseuse de bonne aventure
- 2005 : Melissa P. de Luca Guadagnino : la nonne Elvira
- 2007 : Boxes de Jane Birkin : Maman
- 2007 : Miguel y William d'Inés Paris : la duègne
- 2007 : Teresa, el cuerpo de Cristo de Ray Loriga : la prieure
- 2007 : L'Orphelinat (El Orfanato) de Juan Antonio Bayona : Aurora
- 2007 : Los Totenwackers d'Ibon Cormenzana : Salgado
- 2008 : Ramírez d'Albert Arizza : la galeriste
- 2008 : Parlami d'amore de Silvio Muccino : Amélie
- 2008 : Inconceivable de Mary McGuckian : Frances Church-Chappel
- 2008 : Parc d'Arnaud des Pallières : la mère de Marteau
- 2008 : Journal intime d'une nymphomane (Diario de una ninfómana) de Christian Molina : Marie Tasso, grand-mère de Valére
- 2009 : L'Île intérieure (La isla interior) de Dunia Ayaso : Victoria
- 2009 : Imago mortis de Stefano Bessoni : Comtesse Orsini
- 2010 : Wolfman de Joe Johnston : Maleva
- 2010 : The Making of Plus One de Mary McGuckian : Geri, la directrice de casting
- 2010 : L'imbroglio nel lenzuolo d'Alfonso Arau : Alma
- 2010 : La mosquitera d'Agusti Vila : Maria
- 2011 : Le Moine de Dominik Moll : l'abbesse
- 2011 : Au prix du sang (There Be Dragons) de Roland Joffé : Abileyza
- 2011 : ¿Para qué sirve un oso ? de Tom Fernandez : Josephine
- 2011 : Americano de Mathieu Demy : Linda
- 2011 : Et si on vivait tous ensemble ? de Stéphane Robelin : Annie Colin
- 2011 : Mémoire de mes putains tristes (Memoria de mis putas tristes) de Henning Carlsen : Rosa Cabarcas / Madame de la maison close
- 2012 : The Impossible (Lo imposible) de Juan Antonio Bayona : la vieille femme
- 2012 : O Apostolo de Fernando Cortizo : Dorinda (voix)
- 2012 : Un amor de pelicula de Diego Musiak : Jean
- 2013 : Tres 60 d'Alejandro Ezcurdia : Jean Christophe
- 2013 : Another Me d'Isabel Coixet : Mrs. Brennan
- 2013 : Panzer Chocolate de Robert Figueras : Frau Frida
- 2013 : The Return de Karl Lagerfeld (court métrage) : Coco Chanel
- 2014 : Wax de Victor Matellano : la productrice
- 2014 : Amapola d'Eugenio Zanetti
- 2014 : Valentin Valentin de Pascal Thomas : Jane
- 2014 : Les Dollars des sables (Dolares de arena) d'Israel Cardenas et Laura Amelia Guzman : Anne
- 2015 : Marguerite et Julien de Valérie Donzelli : Madame Lefevre de Haupitois
- 2015 : La Chambre interdite (The Forbidden Room) de Guy Maddin : la maîtresse passion / la nounou / tante Chance
- 2015 : Moi et Kaminski (Ich und Kaminski) de Wolfgang Becker : Thérèse
- 2016 : Quelques minutes après minuit (A Monster Calls) de Juan Antonio Bayona : la professeur principale
- 2017 : Anchor and Hope de Carlos Marqués-Marcet : Germaine
- 2017 : The Broken Key de Louis Nero : la femme de la tour
- 2018 : Jurassic World: Fallen Kingdom de Juan Antonio Bayona : Iris
- 2018 : Red Land (Rosso Istria) de Maximiliano Hernando Bruno : Giulia Visantrin adulte
- 2018 : Camino sinuoso de Juan Pablo Kolodziej : Miny Barrios
- 2019 : Holy Beasts d'Israel Cardenas et Laura Amelia Guzman : Vera
- 2019 : The Barefoot Emperor de Jessica Woodworth et Peter Brosens : Lady Liz
- 2019 : Los Rodriguez y el mas alla de Paco Arango : Isabel
- 2020 : 98 seconds without Shadow de Juan Pablo Richter : Clara Luz
- 2020 : Simone de Betty Kaplan : la libraire
- 2020 : The Wind Blew On de Katrin Olafsdottir
- 2023 : Seneca de Robert Schwentke : Cecilia

### Télévision
- 1967 : La Familia Colon, épisode Esa muchacha llamada Silvia como una golondrina de Julio Coll (série) : Silvia
- 1967 : The Danny Thomas Hour, épisode The Scene (série) : Donna, une hippie
- 1971 : Carlos de Hans W. Geissendörfer (téléfilm) : Lisa
- 1978 : The Word de Richard Lang (mini série) : Naomi Dunn
- 1978 : Der kurze Brief zum langen Abschied de Herbert Vesely (téléfilm) : Judith Seldan
- 1978 : The House of Mirth d'Adrian Hall (téléfilm) : Lily Bart
- 1983 : My Cousin Rachel de Brian Farnham (mini série) : Comtesse Rachel Sangalletti
- 1983 : Télévision de chambre, épisode Casting d'Arthur Joffé (série) : l'actrice
- 1985 : The Corsican Brothers (en) de Ian Sharp (téléfilm) : Madame Savilla de Franchi
- 1991 : Duel of Hearts de John Hough (téléfilm) : Mrs. Miller
- 1993 : Screen One, épisode A Foreign Field de Charles Sturridge (série) : Beverly
- 1996 : Les Voyages de Gulliver (Gulliver's Travels) de Charles Sturridge (mini série) : Impératrice Munodi
- 1997 : L'Odyssée (The Odyssey) d'Andreï Kontchalovski (mini série) : Eurycleia
- 1997 : Mother Teresa : In the Name of God's Poor de Kevin Connor (téléfilm) : Mère Teresa
- 1999 : Mary, Mother of Jesus de Kevin Connor (téléfilm) : Elizabeth
- 2000 : Au commencement... (In the beginning) de Kevin Connor (mini série) : Yocheved
- 2002 : Dinotopia de Marco Brambilla (mini série) : Oriana
- 2003 : Winter Solstice de Martyn Friend (téléfilm) : Gloria Blundell
- 2004 : A Christmas Carol d'Arthur Allan Seidelman (téléfilm) : Fantôme de Noël Futur / mendiante aveugle
- 2006 : Miss Marple, épisode La dernière Énigme d'Edward Hall (en) (série) : Mrs. Fane
- 2006 : Les Aventuriers des mers du Sud de Daniel Vigne (téléfilm) : Maggie
- 2012 : The Hollow Crown, épisode Henry V de Thea Sharrock (série) : Alice
- 2013 : Jo, épisode Place de la Concorde de Kristoffer Nyholm (mini série) : Liliane Coberg
- 2016 : Au-delà des murs d'Hervé Hadmar (mini série) : Rose
- 2017 : Electric Dreams, saison 1, épisode 2 Impossible Planet de David Farr (série) : Irma
- 2018 : Asesinato en el Hormiguero Express (court-métrage) : elle-même
- 2019 : Britannia de Peter Morgan, saison 2, épisodes 5 et 6 réalisés par Rob Savage, et 8 par Lisa James Larsson (série) : Reine Mère
- 2019 : The Crown de Peter Morgan, saison 3, épisodes Dangling Man et Imbroglio réalisés par Samuel Donovan (série) : Wallis Simpson

## Distinctions

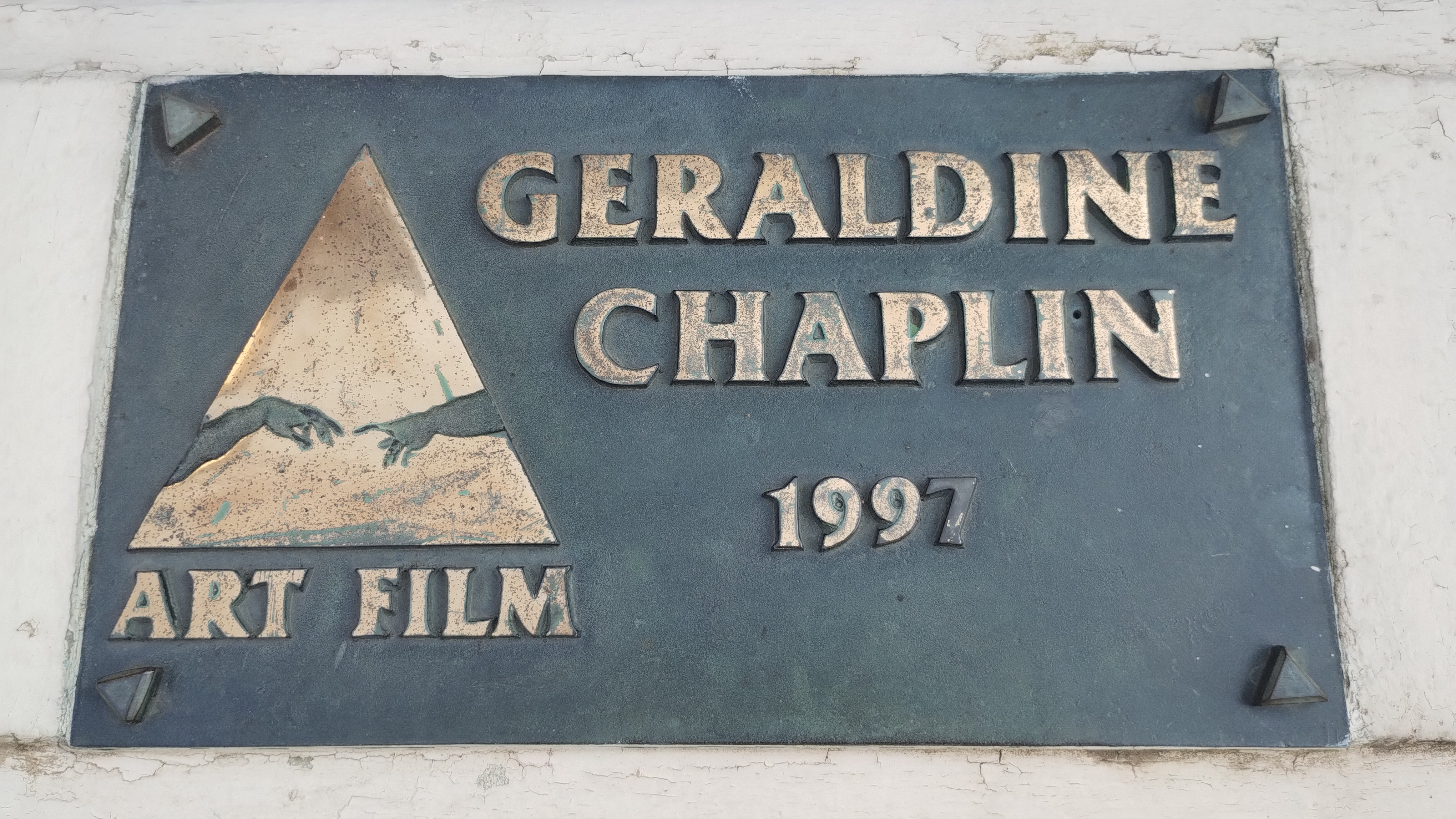
Plaque en l'honneur de Geraldine Chaplin à l'occasion du Festival Art Film 1997.

En 1997 est remporte le prix Actor's Mission Award à l'Art Film Festival.
En 2003, elle reçoit la Médaille d'or du mérite des beaux-arts par le Ministère de l'Éducation, de la Culture et des Sports espagnol.
En 2004, la FIAF lui attribue le FIAF Award.

## Voix françaises
| - Béatrice Delfe dans : - Anna et les Loups (1973) - Les Trois Mousquetaires (1973) - Cría cuervos (1973) - Buffalo Bill et les Indiens (1976) - Elisa, mon amour (1977) - Maman a cent ans (1979) - La Veuve Montiel (1979) - Le miroir se brisa (1980) - Le Retour des Mousquetaires (1989) - Anne Deleuze dans : - Au commencement... (2000) - Dinotopia (2002) - Véronique Augereau dans : - L'Odyssée (1997) - BloodRayne (2005) | - Isabelle Gardien dans : - Moi et Kaminski (2015) - Quelques minutes après minuit (2016) - Blanche Ravalec dans : - Heidi (2005) - Electric Dreams (2017) - Michèle André dans Le Docteur Jivago (1965) - Michèle Dumontier dans Le Maître des îles (1970) - Sylvie Genty dans Melissa P. (2005) - Françoise Vallon dans Miss Marple (2006) - Katia Tchenko dans Wolfman (2010) - Frédérique Cantrel dans The Impossible (2012) - Catherine Salviat dans Jurassic World: Fallen Kingdom (2018) |